# Душанбе (станция)
Душанбе (тадж. Душанбе) — железнодорожная станция Таджикистанской железной дороги, расположенная в столице Таджикистана Душанбе.

## История
История железнодорожного вокзала Душанбе начинается с 1936 года, хотя первый поезд в Душанбе прибыл ещё 10 сентября 1929 года. Первый поезд из Москвы прибыл в Сталинабад 29 декабря 1950 года. Новый вокзал был возведён в 1963 году и работает до сих пор. В 1962 году из Ташкента в Душанбе, поступил первый тепловоз ТЭ2 (тепловоз с электрической передачей), который выпускался в Харькове с 1948 по 1955 годы.
Сегодня вокзал принимает сотни тысяч пассажиров в год, а в целом Таджикские железные дороги обслуживают около полумиллиона пассажиров.

## Маршрутная сеть
Со станции курсируют четыре пары поездов:
- Душанбе — Пахтаабад (пригородный, ежедневно)
- Душанбе — Шаартуз/Куляб (грузопассажирский, по вторникам и субботам)
- 329/330 Душанбе — Москва-Казанская (пассажирский, по вторникам и субботам). Таможенный контроль проводится таджикскими пограничниками непосредственно при посадке в поезд.
- 319/320 Куляб — Москва-Казанская (пассажирский, по четвергам) — курсировал через Душанбе в 2016—2018 годах.